# Filipijnse drongokoekoek
De Filipijnse drongokoekoek (Surniculus velutinus) is een vogel uit de familie Cuculidae (koekoeken).

## Verspreiding en leefgebied
Deze soort is endemisch op de Filipijnen en telt drie ondersoorten:
- S. v. chalybaeus: Luzon, Mindoro en Negros.
- S. v. velutinus: Bohol, Leyte, Samar, Mindanao en Basilan.
- S. v. suluensis: de Sulu-eilanden.